# Nico Gordon
Nico Diago Gordon (Birmingham, 28 aprile 2002) è un calciatore montserratiano con cittadinanza britannica, centrocampista del Monterey Bay e della nazionale montserratiana.

## Carriera

### Club
Ha giocato nella seconda divisione inglese con il Birmingham City.

### Nazionale
Ha esordito in nazionale con Montserrat nel 2023.

## Palmarès

### Club

#### Competizioni nazionali
- MLS Next Pro: 1

North Texas: 2024